# Oberkotzau
Oberkotzau (česky Horní Kocov) je městys v německé spolkové zemi Bavorsko, v zemském okresu Hof. Leží 5 kilometrů jižně od Hofu. Žije zde přibližně 5 400 obyvatel.

## Geografie

### Místní části
Obec je oficiálně rozdělena na 8 částí:
| - Autengrün - Fattigau - Haideck - Herrenlohe | - Lerchenberg - Oberkotzau - Pfaffengrün - Wustuben |

## Historie
Území Oberkotzau patří k nejstaršímu osídlení v severní oblasti Horních Franků. Sídlo vzniklo při ústí říčky Schwesnitz do saské Sály a původně se skládalo ze tří osad. Jmenovaly se Schwandewitz, Koczaw a Saaldorf. První písemná zmínka o Kotzau pochází z 26. března 1234. První doložené použití názvu Oberkotzau je z roku 1696. Území bylo pod správou rodu z Kotzau a získalo řadu privilegií. V polovině 17. století rod vymřel a obec převzalo knížectví Bayreuth.

## Památky
- zámek Oberkotzau
- evangelický kostel sv. Jakuba

## Doprava
Oberkotzau leží na železničních tratích Hof–Bamberg, Hof–Řezno a Oberkotzau–Cheb.

## Osobnosti obce
- Christian Endemann (1885–1950), politik
- Johann Erhard Kapp (1696–1756), historik